# Pachira amazonica
Pachira amazonica là một loài thực vật có hoa trong họ Cẩm quỳ (Malvaceae). Loài này được André Georges Marie Walter Albert Robyns mô tả khoa học đầu tiên năm 1963 dưới danh pháp Bombacopsis amazonica. Năm 1994 William Surprison Alverson chuyển nó sang chi Pachira.